# حواصیل
حَواصیل یا مرغ ماهی‌خوار پرنده‌ای است پابلند که در آب‌های شیرین یا آب‌های ساحلی زندگی می‌کند. حواصیل از راستهٔ لک‌لک‌سانان(Ciconiiformes)، خانوادهٔ حواصیلان (Ardeidae) است. ۶۴ گونه حواصیل وجود دارد که برخی از آن‌ها بوتیمار یا غمخورک، برخی حواصیل، برخی گاوچرانک و برخی نیز قار نامیده می‌شوند. نام قار بیشتر برای آن دسته از حواصیل‌ها که پرهای سفید یا آراسته‌ای دارند به‌کار می‌رود.
تمام این پرندگان از جانوران کوچک روی زمین تغذیه می‌کنند. این پرندگان، در آسمان آهسته و بسیار زیبا پرواز می‌کنند. گرچه حواصیل‌ها با برخی پرندگان از دیگر خانواده‌ها از جمله درنا، اکراس و کفچه‌نوک همانندی دارند اما برعکس این پرندگان که هنگام پرواز گردن خود را به صورت کشیده و به سوی جلو می‌گیرند، حواصیل‌ها به هنگام پرواز گردنشان را بالا و به سوی عقب می‌گیرند. مانند اینکه یک s انگلیسی می‌سازد
لک‌لکها و حواصیل‌ها همانندی زیادی دارند. لک‌لک‌ها پرندگانی بلندقامت با پاهایی بلندند. حواصیل‌ها دریاچه‌ها را بیشتر ترجیح می‌دهند، در حالی که اکثر لک‌لک‌ها در میان چمنزارها و بوته‌ها گشت می‌زنند.
برخی گونه‌های حواصیل به صورت گروهی در درخت‌ها آشیانه می‌سازند و برخی دیگر به‌ویژه بوتیمارها آشیانه‌هایی به صورت بستر در نیزارها می‌سازند.
در ایران ۱۳ گونه از سرده حواصیل شناسایی شده‌اند که ۹ گونه آن به صورت بومی و مهاجر عبوری در گیلان وجود دارند که هفت گونه آن در تالاب کرفستان شهرستان رودسر دیده شده است.
حواصیل‌ها به استناد قانون شکار و صید و مصوبه شورای عالی محیط زیست از گونه‌های حمایت شده در ایران به‌شمار می‌آیند.

## طبقه‌بندی
تا سال ۲۰۰۸ میلادی، تیرهٔ حواصیلان جزو راستهٔ لک‌لک‌سانان به‌شمار می‌آمد. پژوهشی که در این سال چاپ شد پیشنهاد داد که این پرندگان باید در راستهٔ پلیکان‌سقاسانان قرار گیرند. در پی این پیشنهاد، کنگره بین‌المللی پرنده‌شناسی (IOC) این تیره را به همراه آرایهٔ خواهرش مرغان‌پارسا در راستهٔ سقامرغ‌سانان قرار داد.
زیرخانواده Tigrisomatinae
- سرده Cochlearius — حواصیل نوک‌زورقی
- سرده Tigrisoma — حواصیل‌های ببری معمولی (۳ گونه)
- سرده Tigriornis — بوتیمار کاکل‌سفید
- سرده Zonerodius — بوتیمار جنگلی

زیرخانواده Botaurinae
- سرده Zebrilus — حواصیل زیگزاگی (منقرض‌شده در دوران دور)
- سرده Ixobrychus — بوتیمارهای کوچک (غمخورک‌ها)
- سرده Botaurus — بوتیمارهای بزرگ (۴ گونه)

زیرخانواده Ardeinae
- سرده Zeltornis (سنگواره)
- سرده Nycticorax — حواصیل‌های شب معمولی (۲ گونهٔ موجود، شامل ۴ گونهٔ به تازگی منقرض‌شده)
- سرده Nyctanassa — حواصیل‌های شب آمریکایی (۱ گونهٔ موجود، ۱ گونه به تازگی منقرض‌شده)
- سرده Gorsachius — حواصیل‌های شب آسیا و آفریقا (۴ گونه)
- سرده Butorides — حواصیل‌های سبز (۳ گونه)
- سرده Agamia — حواصیل شکم‌بلوطی
- سرده Pilherodius — حواصیل کلاه‌پوش
- سرده Ardeola — حواصیل‌های برکه‌ای (۶ گونه)
- سرده Bubulcus — گاوچرانک
- سرده Proardea (سنگواره)
- سرده Ardea — حواصیل‌های بزرگ (۱۱–۱۷ گونه)
- سرده Syrigma — حواصیل سوت‌زن
- سرده Egretta — قارها (۷–۱۳ گونه)
- سرده Mesophoyx — قار میان‌جثه

## نگاره‌ها

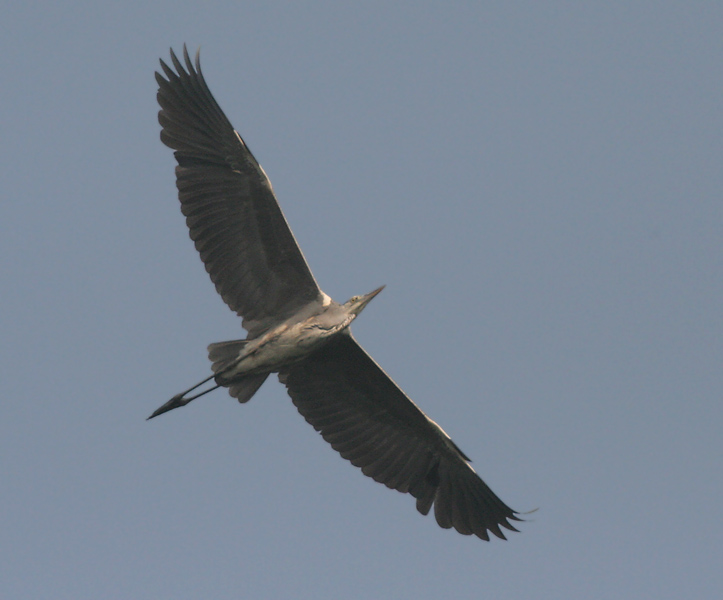
حواصیل خاکستری، کلکته، هند.
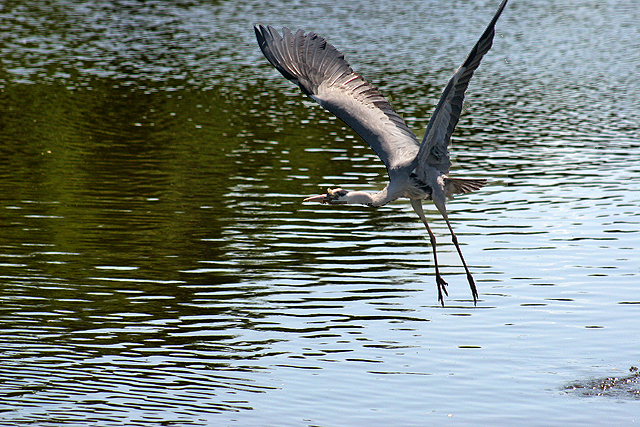
حواصیل خاکستری، آلمان.
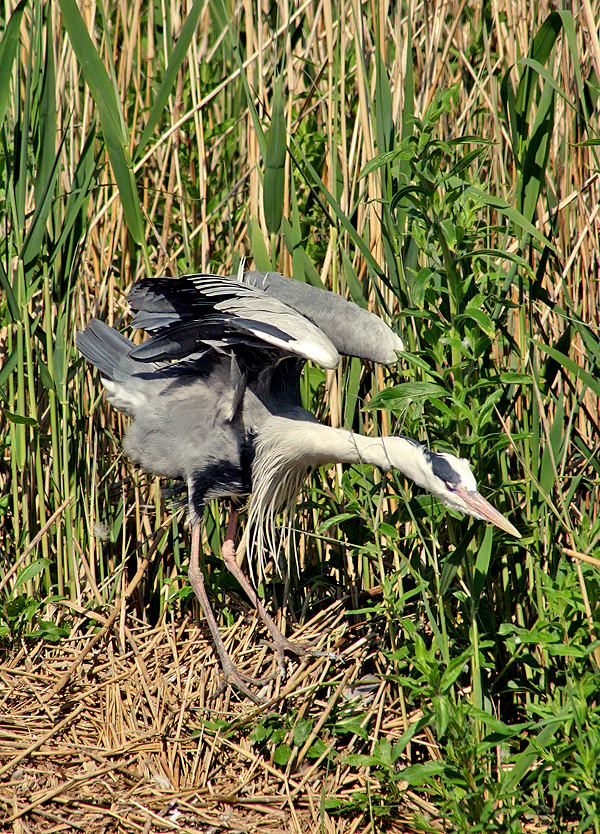
حواصیل خاکستری، هلند.
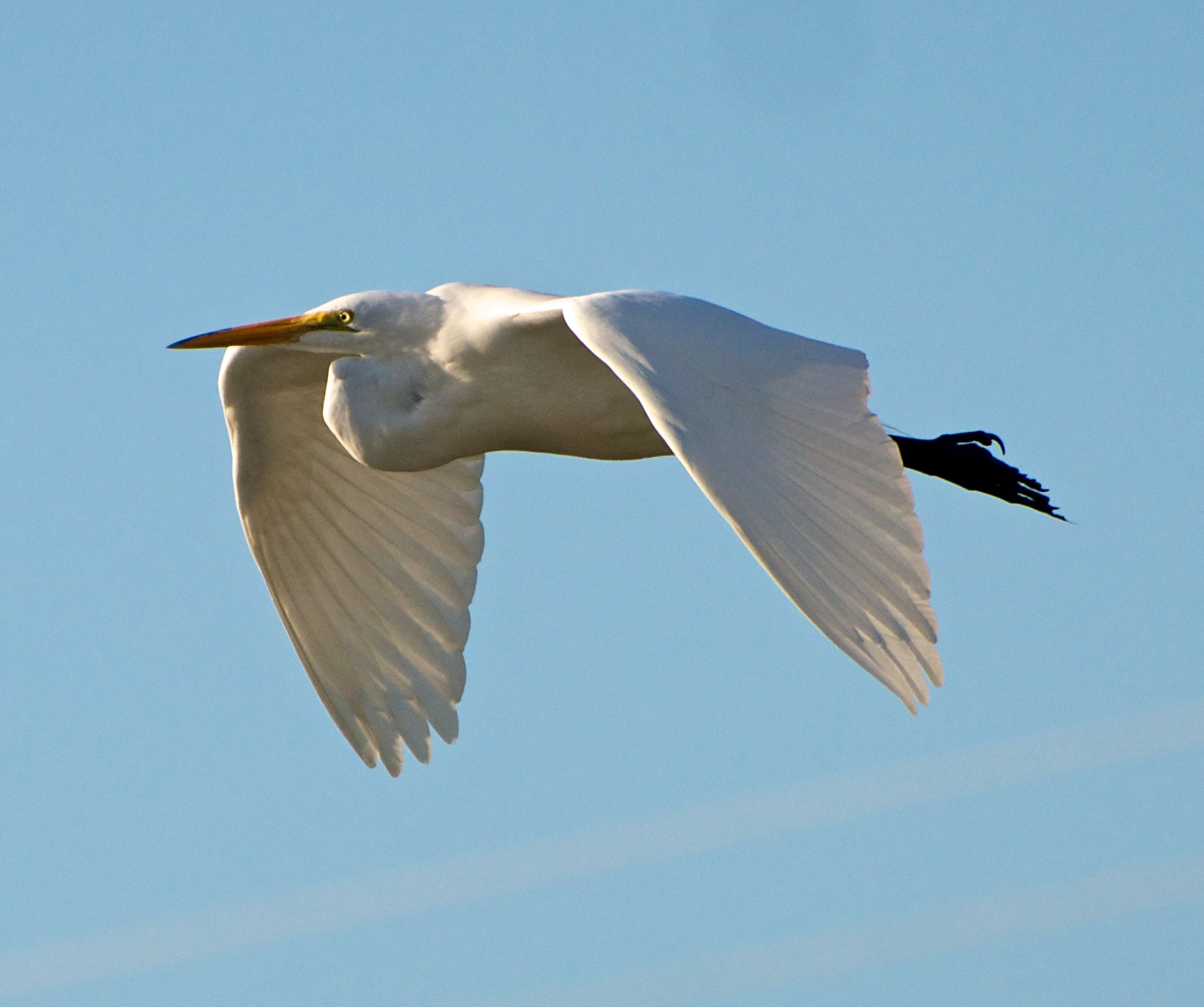
حواصیل بزرگ، آمریکا.